# Чемпионат СССР по классической борьбе 1981
50-й чемпионат СССР по классической борьбе проходил в Ростове-на-Дону с 5 по 8 февраля 1981 года. В соревнованиях участвовали 256 борцов.

## Медалисты
| Весовая категория   | Золото                                             | Серебро                                            | Бронза                                        |
| ------------------- | -------------------------------------------------- | -------------------------------------------------- | --------------------------------------------- |
| Наилегчайший вес    | Василий Аникин Вооружённые Силы (Ташкент)          | Владимир Хатунов Вооружённые Силы (Ростов-на-Дону) | Темо Казарашвили «Трудовые резервы» (Рустави) |
| Легчайший вес       | Вахтанг Благидзе «Динамо» (Тбилиси)                | Бенур Пашаян «Динамо» (Ереван)                     | Павел Чижаев Вооружённые Силы (Киев)          |
| Полулёгкий вес      | Илья Ростовцев «Труд» (Ростов-на-Дону)             | С. Карапетян «Ашхатанк» (Эчмиадзин)                | Камиль Фаткулин «Буревестник» (Ташкент)       |
| Лёгкий вес          | Фархат Мустафин Вооружённые Силы (Москва)          | Юрий Корчагин Вооружённые Силы (Ярославль)         | Нельсон Давидян «Динамо» (Киев)               |
| 1-й полусредний вес | Борис Крамаренко Вооружённые Силы (Ростов-на-Дону) | Манвел Апикян «Трудовые резервы» (Ереван)          | Кадырбек Дюшембиев «Динамо» (Алма-Ата)        |
| 2-й полусредний вес | Владимир Галкин «Динамо» (Киров)                   | Владимир Запорожченко «Динамо» (Запорожье)         | Александр Кудрявцев «Зенит» (Москва)          |
| 1-й средний вес     | Аслан Жанимов Вооружённые Силы (Ростов-на-Дону)    | Вячеслав Мкртычев «Локомотив» (Москва)             | Геннадий Корбан Вооружённые Силы (Москва)     |
| 2-й средний вес     | Александр Дубровский Вооружённые Силы (Минск)      | Игорь Каныгин «Динамо» (Витебск)                   | Р. Замалдинов «Динамо» (Ульяновск)            |
| Полутяжёлый вес     | Михаил Саладзе «Динамо» (Тбилиси)                  | Айрапет Минасян «Динамо» (Ереван)                  | Виктор Авдышев «Динамо» (Баку)                |
| Тяжёлый вес         | Евгений Артюхин Вооружённые Силы (Москва)          | Шота Морчиладзе «Динамо» (Тбилиси)                 | Александр Залусский «Буревестник» (Минск)     |